# Mochowicze (obwód grodzieński)
Mochowicze (biał. Мохавічы, Mochawiczy; ros. Моховичи, Mochowiczi) – wieś na Białorusi, w obwodzie grodzieńskim, w rejonie lidzkim, w sielsowiecie Tarnowszczyzna, w pobliżu Dzitwy.
Znajduje się tu powstała w okresie II Rzeczypospolitej kaplica katolicka należąca do parafii św. Michała Archanioła w Białohrudzie.

## Historia
W XIX i w początkach XX w. położone były w Rosji, w guberni wileńskiej, w powiecie lidzkim, w gminie Tarnowszczyzna.
W dwudziestoleciu międzywojennym leżały w Polsce, w województwie nowogródzkim, w powiecie lidzkim, w gminie Tarnowo/Białohruda. W 1921 miejscowość liczyła 350 mieszkańców, zamieszkałych w 57 budynkach, wyłącznie Polaków. 347 mieszkańców było wyznania rzymskokatolickiego i 3 prawosławnego.
Po II wojnie światowej w granicach Związku Sowieckiego. Od 1991 w niepodległej Białorusi.

## Pomnik powstańców styczniowych
W polach w pobliżu Mochowicz (w stronę Olżewa Małego) znajduje się pomnik powstańców styczniowych, w okolicy którego pochowanych jest co najmniej 30 powstańców. Pomnik istniał tu w okresie II Rzeczypospolitej, został jednak zniszczony przez komunistów po 1939. Po upadku Związku Sowieckiego, w 1995 Stanisław Sudnik z pomocnikami postawili tu dwa drewniane krzyże – katolicki i prawosławny. W 2017 białoruscy aktywiści oraz wolontariusze Domu Polskiego w Lidzie odnowili krzyże oraz postawili pomnik z inskrypcją w języku białoruskim nieznanym powstańcom 1863 oraz herbem Rzeczypospolitej Trojga Narodów. Władze lokalne nie wyraziły zgody na budowę pomnika, ale po jego postawieniu nie podjęły żadnych kroków przeciwko niemu.